# Leave a Light On (Belinda Carlisle)
Leave a Light On è un singolo della cantante statunitense Belinda Carlisle, pubblicato come primo estratto dall'album Runaway Horses dalla Virgin nel 1989.

## Il brano
Il brano vede la partecipazione di George Harrison alla chitarra slide. Belinda ricorda che il produttore Rick Nowels voleva qualcuno di caratteristico per suonare l'assolo di chitarra e lei ha pensato a George che aveva conosciuto al Festival di Sanremo dell'anno prima, il marito Morgan Manson lo ha contattato tramite conoscenze comuni e l'ex Beatles ha risposto immediatamente che avrebbe partecipato volentieri.
Il brano si classificato al 4º posto nella classifica Billboard Hot 100 negli Stati Uniti, all'11º posto nella UK Singles Chart nel Regno Unito nel 1989 e al 13º posto in Italia.

## Video
Nel video musicale del brano, diretto da Peter Care, si vede Belinda che canta, si muove e guida l'auto in vari ambienti, nel deserto del Nevada e a Las Vegas. Si alternano immagini a colori e in bianco e nero.

## Tracce
CD maxi singolo
1. Leave a Light On – 4:15 (Rick Nowels, Ellen Shipley)
2. Shades of Michaelangelo – 5:44 (Charlotte Caffey, Belinda Carlisle)
3. Leave a Light On (Extended Mix) – 8:07

Vinile 7" USA, CA
1. Leave a Light On – 4:15 (Rick Nowels, Ellen Shipley)
2. Shades of Michaelangelo – 5:52 (Charlotte Caffey, Belinda Carlisle)

## Formazione
Hanno partecipato alle registrazioni, secondo le note dell'album:
Musicisti
- Belinda Carlisle – voce
- George Harrison – chitarra slide
- Rick Nowels – chitarra
- X.Y. Jones – chitarra
- Ben Schultz – chitarra 12 corde
- Charles Judge – tastiere
- John Pierce – basso
- Rudy Richman – batteria
- Bekka Bramlett – cori
- Donna De Lory – cori
- Ellen Shipley – cori
- Maria Vidal – cori

## Classifiche
| Classifica (1989)            | Posizione massima |
| ---------------------------- | ----------------- |
| Australia (ARIA)             | 5                 |
| Canada (RPM)                 | 6                 |
| Italia                       | 4                 |
| Stati Uniti (Billboard 100)  | 11                |
| Regno Unito (Singles Charts) | 4                 |